# Olea hansineensis
Olea hansineensis är en snäckart som beskrevs av Agersborg 1923. Olea hansineensis ingår i släktet Olea och familjen Stiligeridae. Inga underarter finns listade i Catalogue of Life.